# Лестер (селище, Нью-Йорк)
Лестер (англ. Leicester) — селище (англ. village) в США, в окрузі Лівінгстон штату Нью-Йорк. Населення — 440 осіб (2020).

## Географія
Лестер розташований за координатами 42°46′15″ пн. ш. 77°53′48″ зх. д. / 42.77083° пн. ш. 77.89667° зх. д. (42.770950, -77.896805).  За даними Бюро перепису населення США в 2010 році селище мало площу 0,95 км², уся площа — суходіл.

## Демографія
Згідно з переписом 2010 року, у селищі мешкало 468 осіб у 193 домогосподарствах у складі 133 родин. Густота населення становила 492 особи/км².  Було 233 помешкання (245/км²).
Расовий склад населення:
| - 97,0 % — білих - 1,3 % — азіатів - 0,2 % — чорних або афроамериканців |

До двох чи більше рас належало 1,1 %. Частка іспаномовних становила 0,4 % від усіх жителів.
За віковим діапазоном населення розподілялося таким чином: 22,9 % — особи молодші 18 років, 59,4 % — особи у віці 18—64 років, 17,7 % — особи у віці 65 років та старші. Медіана віку мешканця становила 41,9 року. На 100 осіб жіночої статі у селищі припадало 89,5 чоловіків;  на 100 жінок у віці від 18 років та старших — 92,0 чоловіків також старших 18 років.
Середній дохід на одне домашнє господарство  становив 66 577 доларів США (медіана — 60 893), а середній дохід на одну сім'ю — 75 239 доларів (медіана — 65 781). Медіана доходів становила 54 464 долари для чоловіків та 36 042 долари для жінок. За межею бідності перебувало 1,4 % осіб, у тому числі 0,0 % дітей у віці до 18 років та 0,0 % осіб у віці 65 років та старших.
Цивільне працевлаштоване населення становило 238 осіб. Основні галузі зайнятості: освіта, охорона здоров'я та соціальна допомога — 31,9 %, науковці, спеціалісти, менеджери — 11,3 %, транспорт — 10,1 %, мистецтво, розваги та відпочинок — 9,7 %.